# Kinnecaris arenosus
Kinnecaris arenosus is een eenoogkreeftjessoort uit de familie van de Parastenocarididae. De wetenschappelijke naam van de soort is voor het eerst geldig gepubliceerd in 1956 door Fryer.